# توکارف (آستراخان)
توکارف (به لاتین: Tokarev) یک منطقهٔ مسکونی در روسیه است که در استان آستراخان واقع شده‌است.